# Hydrelia fasciata
Hydrelia fasciata är en fjärilsart som beskrevs av Barend J. Lempke 1969. Hydrelia fasciata ingår i släktet Hydrelia och familjen mätare. Inga underarter finns listade i Catalogue of Life.